# Зелена партия (Бразилия)
Зелената партия (на португалски: Partido Verde) е политическа партия в Бразилия. Тя е член на Глобалните Зелени и Федерация на зелените партии на Северна и Южна Америка. Неин ръководител е Хосе Луис де Франс Пена.

## История
Партията е основана през месец февруари 1986 година.
На изборите от 1 октомври 2006 година партията печели 13 от 513 места в Камарата на депутатите и едно място от 81 места в Сената.